# Frans van Montmorency (1628-1695)

François Henri de Montmorency-Bouteville

Frans Hendrik van Montmorency (Frans: François Henri de Montmorency-Bouteville) (Parijs, 8 januari 1628 - Versailles, 4 januari 1695), was hertog van Piney-Luxembourg.  Hij wordt ook vaak genoemd als Maréchal de Luxembourg of François Luxembourg.  Hij was maarschalk van Frankrijk, pair van Frankrijk, kameraad en opvolger van Lodewijk II, de prins van Condé. Luxembourg was lang en tanig. Volgens tijdgenoten zou hij een pact hebben gesloten met de duivel.

## Vroege jaren
François de Montmorency werd geboren in Parijs. Zijn vader, graaf van Montmorency-Bouteville, werd zes maanden vóór zijn geboorte (1627) onthoofd op het Place de l'Hôtel-de-Ville voor het ombrengen van de markies de Beuvron in een duel. Zijn tante, Charlotte van Montmorency, prinses van Condé, nam hem onder haar hoede en voedde hem op samen met haar zoon Lodewijk II, hertog van Enghien. Samen met zijn neef streed hij in La Fronde en trad ook met hem in Spaanse dienst. Teruggekeerd in Frankrijk arrangeerde Condé een huwelijk met de rijkste erfgename van Frankrijk, Madeleine de Luxembourg-Piney, prinses van Tingry. Op grond van dit huwelijk voerde hij de Franse titel hertog van Luxemburg.

## Devolutieoorlog en de Hollandse Oorlog

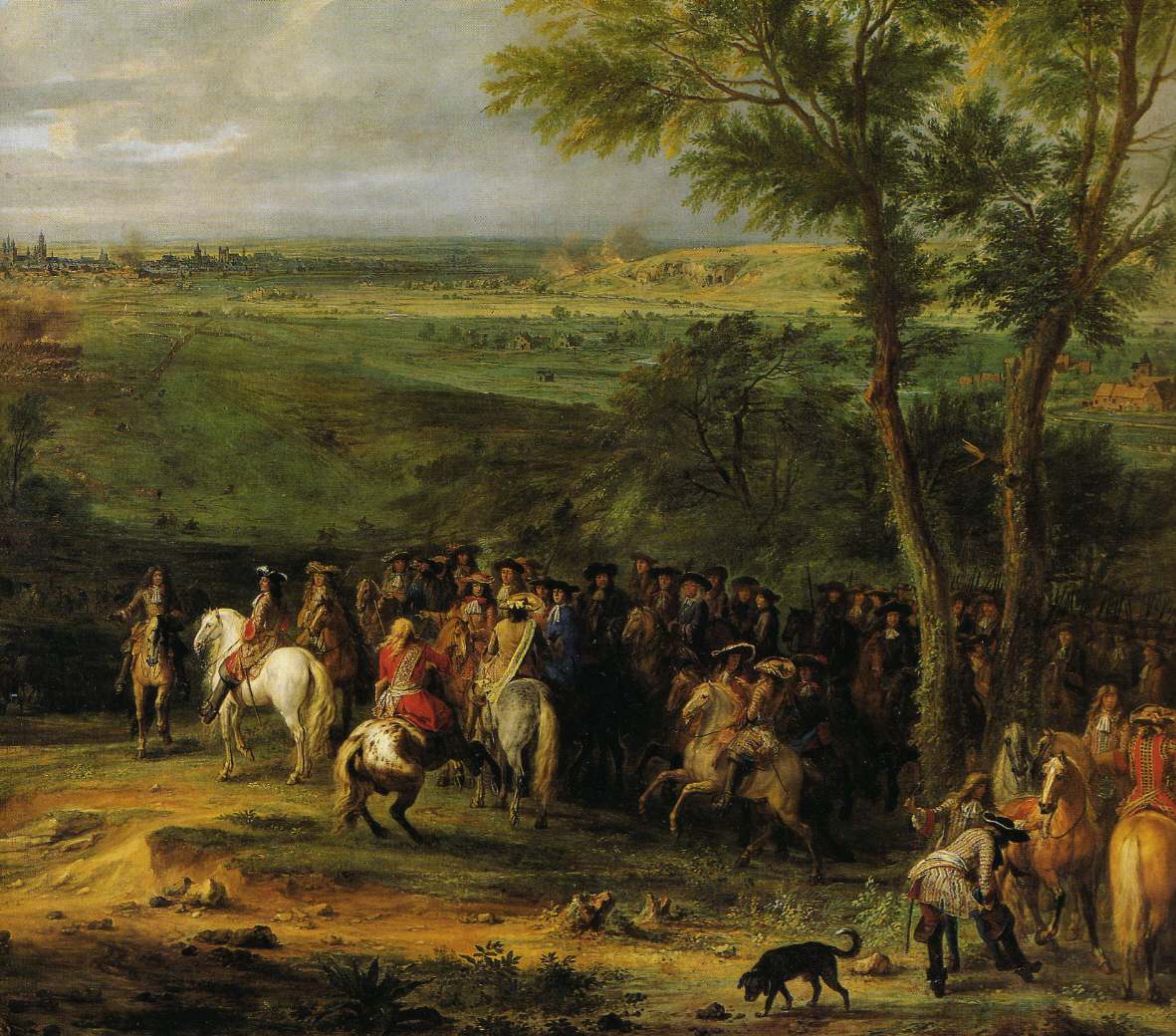
Lodewijk XIV tijdens het Beleg van Maastricht (1673)

Bij het openen van de Devolutieoorlog (1667-68), hadden Condé, en bijgevolg ook Luxembourg geen commando, maar tijdens de tweede campagne diende hij als luitenant van Condé bij de verovering van Franche-Comté. Tijdens de onrustige vredesjaren die volgden, cultiveerde Luxembourg de gunsten van de markies van Louvois. In 1672 (het Rampjaar) kreeg hij het commando van een campagne tegen de Republiek. Met 30.000 man bezette hij Utrecht. De vroedschap had de keuze passief af te wachten of de vijand haar diensten aan te bieden en zodoende in ieder geval enige invloed (...) te kunnen uitoefenen. De inkwartiering werd een zware last en de regenten stonden alle dagen bloot aan afpersing. Margaretha Turnor stuurde hij een brief dat haar kasteel zou worden verwoest. Joan Huydecoper van Maarsseveen wist Luxembourg af te kopen en stuurde hem twee kimono's. In tabak bleek hij niet geïnteresseerd. De Fransen hebben aan de Rijn en de Vecht veel kastelen opgeblazen, zoals Kasteel Nijenrode.
Luxembourg moest zijn complete ruiterij afstaan aan de markies van Turenne. Lodewijk XIV had 20.000 man mee terug genomen naar Frankrijk; Luxembourg hield nog 40.000 man over. In de zomer werden de verrichtingen van het Franse leger minder spectaculair en zijn manschappen verveelden zich. In september trok hij naar Lexmond, Capelle en Benschop; drie dagen later naar Hilversum, Loosdrecht en Eemnes. Luxembourg liet zich weglokken voor Naarden en versloeg prins Willem III bij een aanval op het door de Fransen bezette Woerden (12 oktober, Slag bij Kruipin). Luxembourg moest 15.000 man afstaan aan Turenne, die zich opstelde tussen Wesel en Koblenz, langs de Rijn. Het Staatse leger onder bevel van de stadhouder bedreigde Charleroi; Luxembourg bedreigde eind december 's-Gravenhage, en stuitte op de oude Hollandse Waterlinie bij Zegveld. Nadat hij Zwammerdam en Bodegraven had laten uitmoorden, keerde hij terug naar Woerden. Wat er volgde was een propagandaoorlog en uit eigen gelederen kwam kritiek over zijn handelwijze. De prins van Condé nam op 1 mei 1673 het opperbevel over en betrok het huis van oud-burgemeester Johan van Nellesteyn in Utrecht.
De zoon van Condé en Luxembourg trokken naar Naarden. Vanwege de belegering van Trier moest Luxembourg tegen zijn zin mankracht en cavalerie leveren. Een keizerlijk leger onder het bevel van Raimondo Montecuccoli naderde vanuit het zuiden. De frontlijn leek voor de Fransen nu wel heel lang te worden. In de herfst van 1673 maakte Luxembourg zijn beroemde en monsterachtige terugtocht vanuit Utrecht, maar alvorens te vertrekken werd de stad een forse brandschatting opgelegd en werden tientallen gijzelaars meegenomen. Met slechts 10.000 man voetvolk en 6000 ruiters kwam Luxembourg in Maastricht aan. Op doortocht probeerde de stadhouder hem de pas af te snijden bij de Ourthe. Luxembourg raakte gewond in de Slag bij Seneffe.

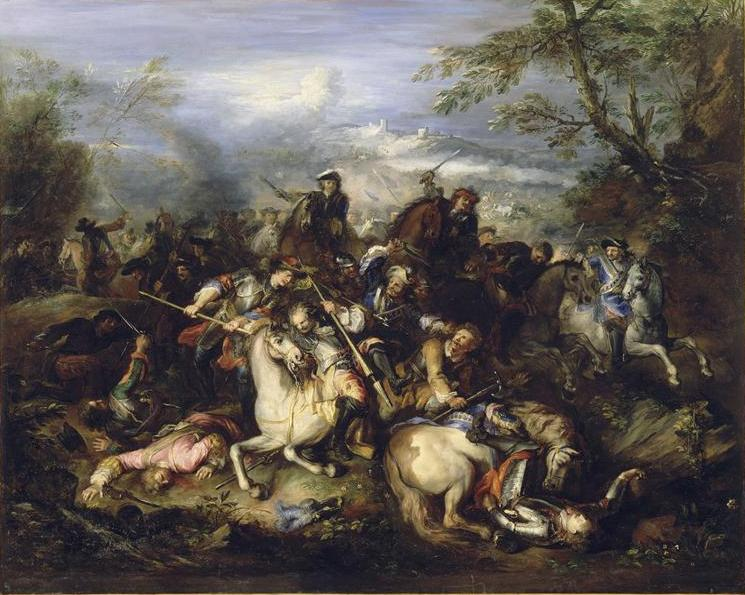
Slag bij Leuze

In 1674 werd Luxembourg benoemd tot kapitein van de Garde du Corps en in 1675 tot maarschalk van Frankrijk. In 1676 werd hij aan het hoofd geplaatst van het leger van de Rijn, maar hij slaagde er niet in om Karel V van Lotharingen de hertog van Lotharingen van Philippsburg weg te houden. Luxembourg nam deel aan de Slag bij Kassel (1677) en het Beleg van Valencijn (1677); en in 1678 versloeg hij in de Slag bij Saint-Denis de prins van Oranje, die hem na de ondertekening van de Vrede van Nijmegen had aangevallen. Zijn reputatie was nu gevestigd, maar bracht hem wel in conflict met minister van oorlog Louvois. Die betrok hem in een proces aangaande een gebedsgenezeres en gifmengster Catharine Monvoisin met als gevolg dat Luxembourg werd opgesloten in de Bastille.

## Negenjarige Oorlog

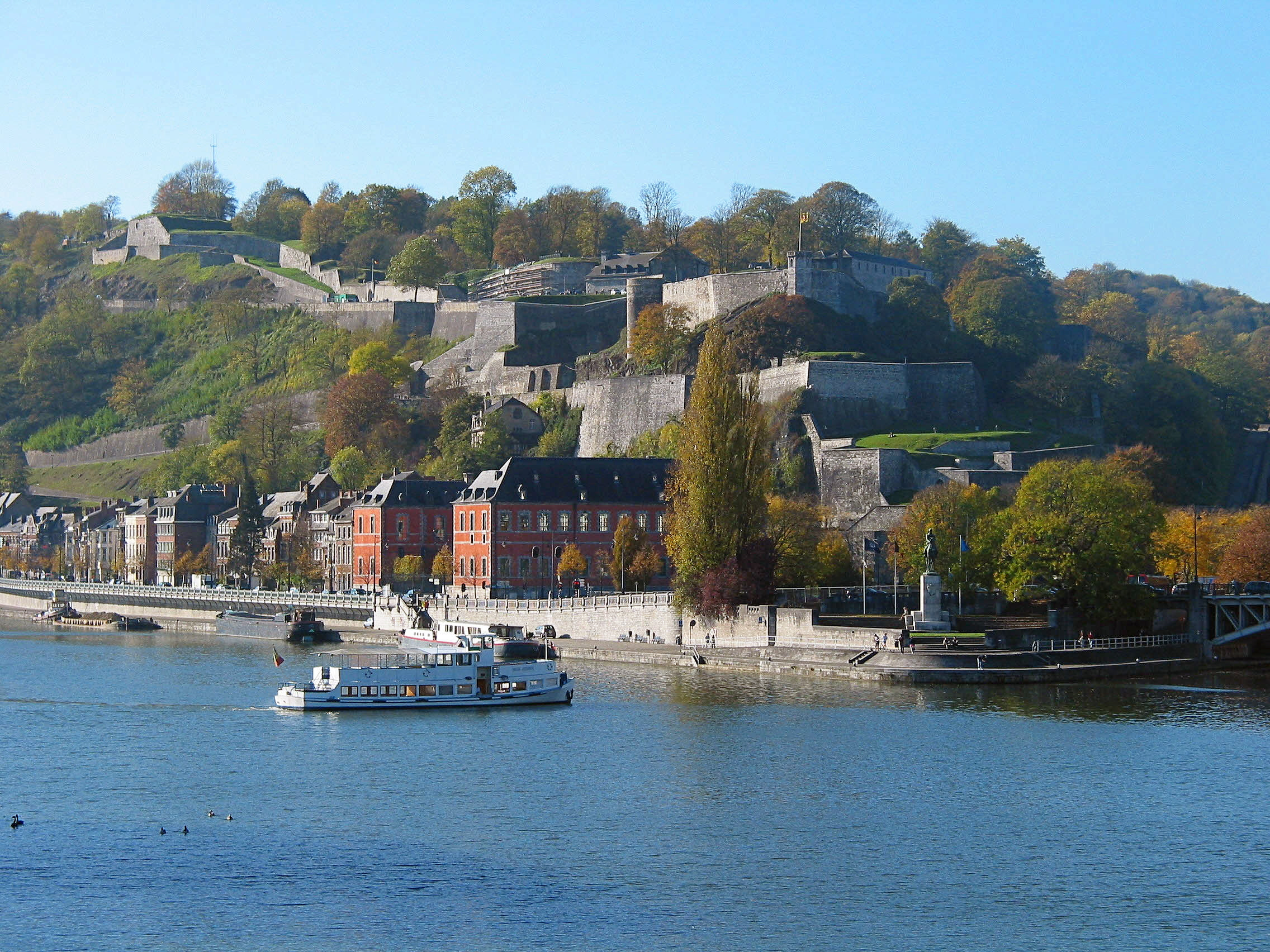
De citadel van Namen

Toen de oorlog van 1688 uitbrak, erkenden de koning en Louvois dat Luxembourg de enige geschikte man was om de prins van Oranje het hoofd te bieden. Hij kreeg het bevel over het leger van Vlaanderen. Op 1 juli 1690 bevocht hij George Frederik van Waldeck in de Slag bij Fleurus. In het volgende jaar leidde hij het leger in aanwezig van Lodewijk XIV, het Beleg van Bergen (1691) en later dat jaar won hij de slag bij Leuze op 18 september 1691.
In de volgende campagne dekte hij de belegering van Lodewijk XIV van de Citadel van Namen, en versloeg Willem III in 1692 in de Slag bij Steenkerke; en op 29 juli 1693, behaalde hij zijn grootste overwinning over zijn oude tegenstander in Neerwinden. Na deze bloedige slag kreeg hij de bijnaam "le Tapissier de Nôtre Dame" vanwege de gekleurde vaandels van verslagen tegenstanders die hij in de kathedraal bracht. Hij werd feestelijk ingehaald in Parijs door iedereen behalve door de koning, die niet veel ophad met een aanhanger van de Condés.

## Dood
Na terugkeer in Versailles voor de winter werd hij ziek, en stierf. In zijn laatste ogenblikken werd hij bijgestaan door de beroemde jezuïet Bourdaloue, die over zijn dood zei, "ik zou niet wensen zijn leven te hebben geleid, maar wel om zijn dood te sterven." De moraal van Luxembourg werd tijdens zijn leven niet hoog aangeslagen. Maar als veldheer was hij een goede leerling van Condé, en in de hitte van de strijd kon hij een geïnspireerd leider zijn waartegen het enthousiasme van Willem III en het vakmanschap van de Engelse en Nederlandse troepen vaak niet opgewassen was.
Ook kon hij gevat uit de hoek komen. Toen hij hoorde dat zijn eeuwige tegenstander Willem van hem had gezegd "ik kan maar nooit die vervloekte bochelaar verslaan" moet hij gezegd hebben: "Hoe weet hij dat ik een bult heb? Hij heeft mijn rug nog nooit gezien!" Hij liet vier zonen na, waarvan de jongste maarschalk van Frankrijk was als Marechal de Montmorency.